# Tatjana Lisenko
Tatjana Viktorovna Lisenko (rusko Татьяна Викторовна Лысенко), ruska atletinja, * 9. oktober 1983, Batajsk, Sovjetska zveza. 
Nastopila na poletnih olimpijskih igrah v letih 2004 in 2012 v metu kladiva. Leta 2012 je osvojila naslov olimpijske prvakinje, ki ji je bil leta 2016 odvzet zaradi dopinga. Na svetovnih prvenstvih je osvojila dva zaporedna naslova prvakinje v letih 2011 in 2013 ter podprvakinje leta 2005, na evropskih prvenstvih pa naslov prvakinje leta 2006 in podprvakinje leta 2010. Trikrat je postavila nov svetovni rekord v metu kladiva v letih 2005 in 2006.